# D. G. Yuengling & Son

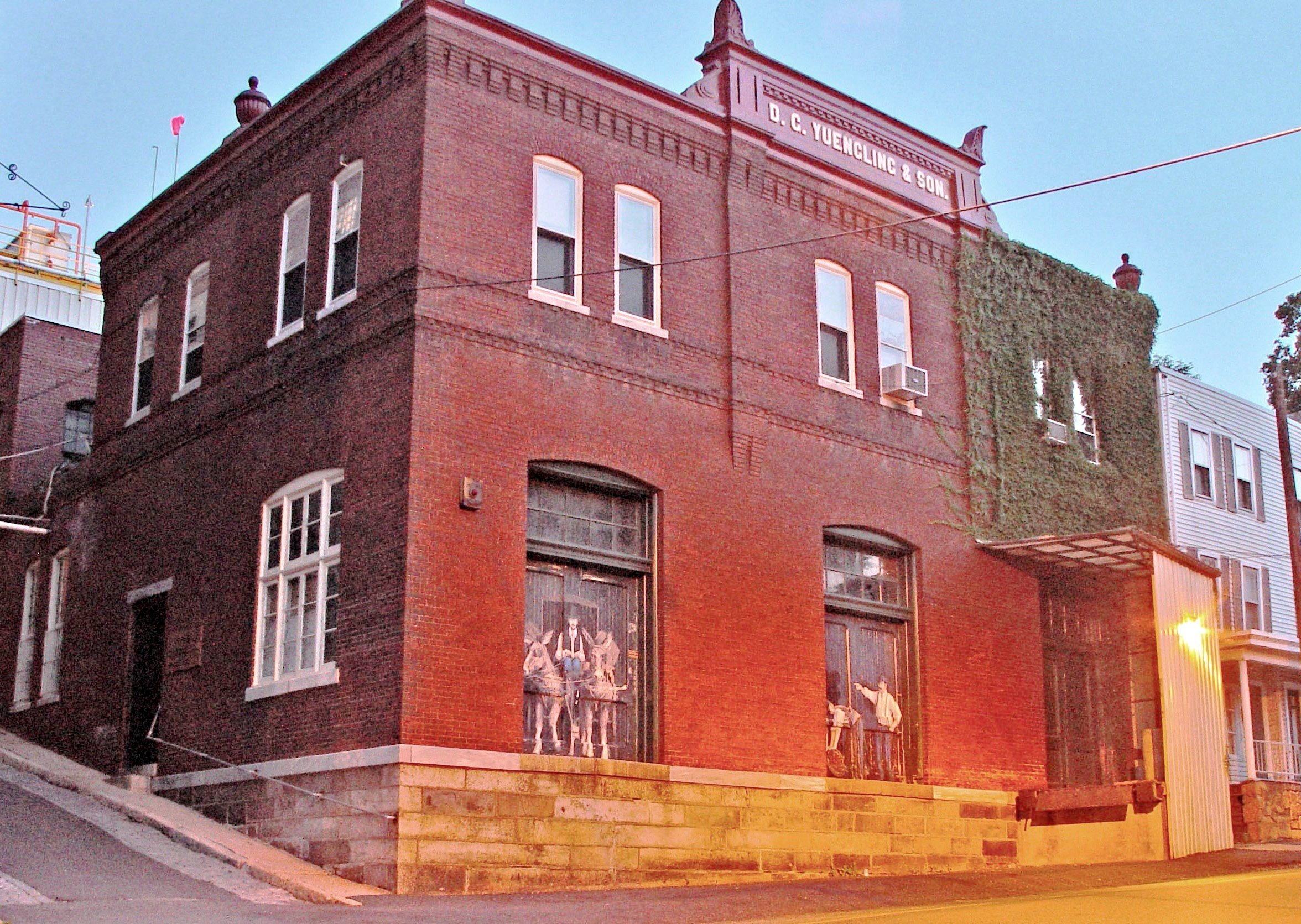
Yuenglings Brauerei in Pottsville, Pennsylvania

D. G. Yuengling & Son, weitläufig auch einfach als Yuengling bekannt, ist die älteste bis heute bestehende Brauerei der Vereinigten Staaten. Sie wurde 1829 in Pottsville in Pennsylvania gegründet und ist nach Volumen eine der größten Brauereien des Landes.

## Geschichte

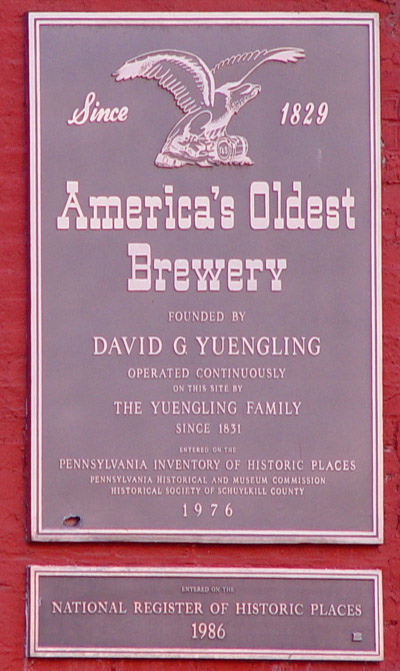
An der Brauerei angebrachte Plakette, die den kontinuierlichen Betrieb seit 1831 ausweist

Der Deutsche David Gottlob Jüngling wanderte 1823 von Aldingen (heute Ortsteil von Remseck am Neckar) in die Vereinigten Staaten aus. Bereits sein Vater Friedrich Jüngling war Bierbrauer, der eine lokale Brauerei in Räumen des Aldinger Schlosses betrieb. David Jüngling anglisierte seinen Nachnamen zu Yuengling und gründete 1829 die Eagle Brewery in Pottsville. Als 1873 Jünglings Sohn Frederick in die Brauerei einstieg, wurde der Name auf D. G. Yuengling and Son umgeändert, der Weißkopfseeadler blieb jedoch als Logo erhalten. Im späten 19. Jahrhundert wurden auch Brauereien in Saratoga, New York City, und Trail in British Columbia gegründet. Aufgrund der stark wachsenden Originalbrauerei in Pottsville wurden die anderen Brauereien schließlich aufgelassen und die Produktion auf Pottsville konzentriert.
Während der Alkoholprohibition in den Vereinigten Staaten überlebte die Brauerei aufgrund des Verkaufs von Dünnbier, einer Molkerei, die Speiseeis produzierte, sowie Tanzhallen in Philadelphia und New York City. Am Tag der Außerkraftsetzung des 18. Zusatzartikels zur Verfassung der Vereinigten Staaten erhielt der damalige Präsident Roosevelt eine Lkw-Ladung Bier von Yuengling als Anerkennung – obwohl Yuengling Bier normalerweise drei Wochen zur Herstellung benötigt.
In den 1970ern litt auch Yuengling unter dem Aufstieg der kommerziell erfolgreichen und USA-weit agierenden Großbrauereien. Eigenen Angaben zufolge überlebte Yuengling aufgrund der starken Nachfrage im Heimatcounty Schuykill.
Heute betreibt Yuengling neben der Brauerei in Pottsville, die 1985 ins National Register of Historic Places aufgenommen wurde, Brauereien im benachbarten Port Carbon und in Tampa (Florida). Die Absatzmärkte umfassen die gesamte Ostküste und reichen im Westen bis nach Ohio.

## Produkte
Yuenglings jährlicher Ausstoß beträgt 1,2 Millionen US-Barrel (1,43 Mio. hl), was 2005 US-weit zum sechsten Platz reichte. Der Hauptabsatz wird mit dem „Traditional Lager“ erzielt, des Weiteren werden u. a. noch untergäriges Porter, Pilsner und Ale hergestellt.